# Novokrasneanka, Kreminna
Novokrasneanka (în ucraineană Новокраснянка) este localitatea de reședință a comunei Novokrasneanka din raionul Kreminna, regiunea Luhansk, Ucraina.

## Demografie
Componența lingvistică a localității Novokrasneanka
     Rusă (73,08%)
     Ucraineană (26,44%)
     Alte limbi (0,34%)
Conform recensământului din 2001, majoritatea populației localității Novokrasneanka era vorbitoare de rusă (73,08%), existând în minoritate și vorbitori de ucraineană (26,44%).